# Ivančice
Ivančice (német nyelv Eibenschütz) település Csehországban, a Brno-vidéki járásban. Lakosainak száma 9971 fő (2024. január 1.).

## Fekvése
Ivančice Jamolice, Moravský Krumlov, Biskoupky, Nové Bránice, Hlína, Oslavany, Moravské Bránice, Neslovice és Nová Ves településekkel határos.

## Népesség
A település lakosságának változását az alábbi diagram mutatja:
| Lakosok száma | 6796 | 7265 | 7999 | 8154 | 9746 | 9468 | 9606 | 9742 | 9698 | 9971 |
|               | 1869 | 1900 | 1921 | 1961 | 1980 | 2011 | 2016 | 2019 | 2021 | 2024 |

## Híres emberek
- Itt született Alfons Mucha (1860–1939) festőművész, a Szláv eposz című képsorozat alkotója
- Itt született Zdeněk Růžička (1925–2021) olimpiai bronzérmes cseh tornász
- Itt született Vladimír Menšík (1929–1988) cseh színművész